# Alisher Yergali
Alisher Yergali (Taraz, 12 aprile 1999) è un lottatore kazako, specializzato nella lotta libera.

## Biografia
Ha rappresentato il Kazakistan ai Giochi olimpici estivi di Tokyo 2020, in cui è stato eliminato dal turco Süleyman Karadeniz ai quarti del torneo dei -97 kg.
Ha fatto la sua seconda apparizione olimpica a Parigi 2024, dove è stato estromesso dal tabellone principale del torneo dei -97 kg a seguito della sconfitta ai quarti contro il barenita Akhmed Tazhudinov, risultato vincitore del torneo; ai ripescaggi è stato eliminato dall'iraniano Amir Ali Azarpira.

## Palmarès
- Campionati asiatici

Xi'An 2019: bronzo nei 97 kg.
Nuova Delhi 2020: bronzo nei 97 kg.
Astana 2021: argento nei 97 kg.
Ulaanbaatar 2022: argento nei 125 kg.
- Mondiali U23

Pontevedra 2022: bronzo nei 125 kg.
- Mondiali junior

Trnava 2018: argento nei 92 kg.